# Max Grantz (Rektor)

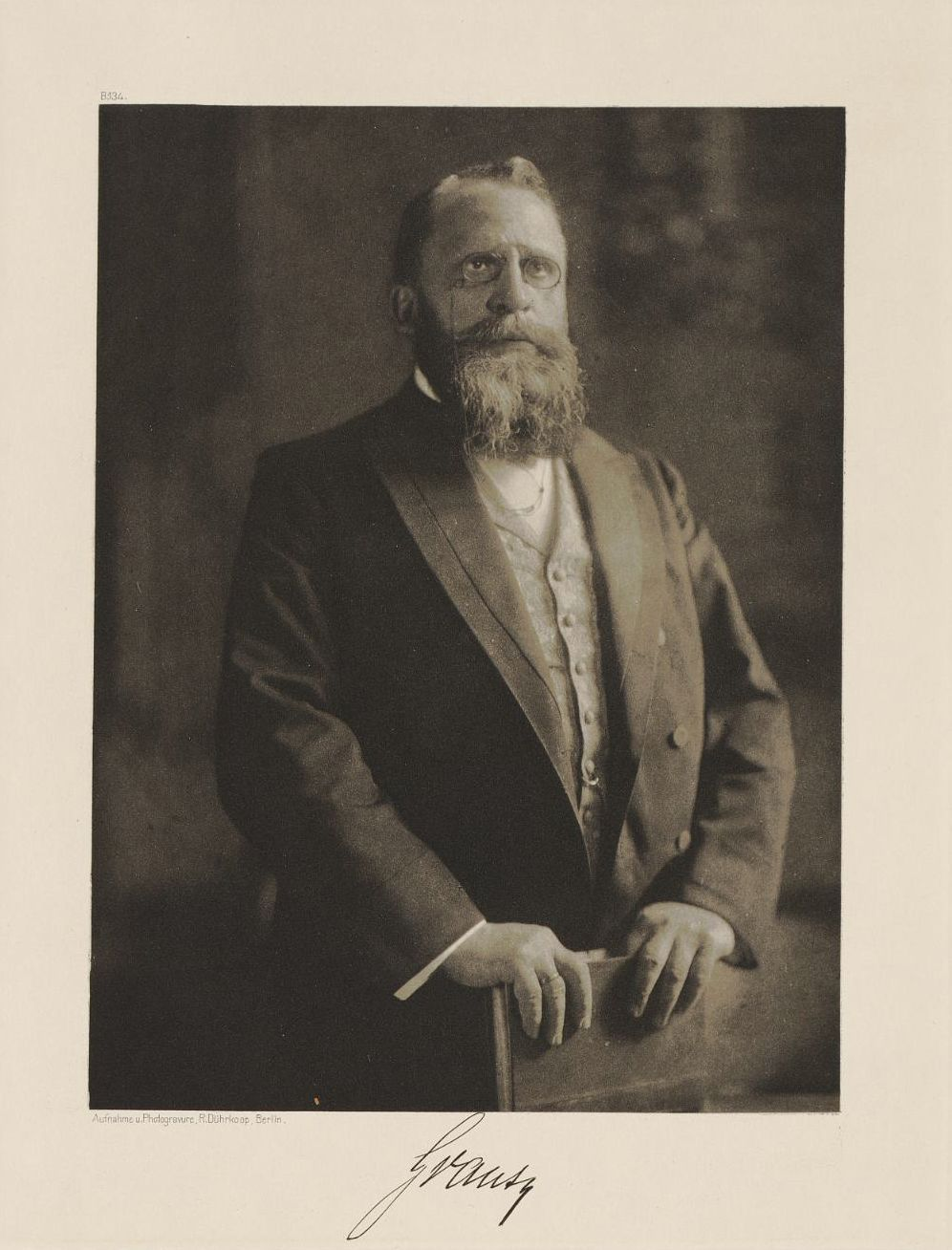
Max Grantz, 1907, Foto von Rudolf Dührkoop

Max Grantz (* 15. Mai 1854 in Berlin; † 19. Dezember 1945 in Althagen bei Wustrow in Mecklenburg) war Professor für Wasserbau und Wasserwirtschaft und Rektor der Königlich Technischen Hochschule zu Berlin (heute TU Berlin).

## Leben
Grantz besuchte in Berlin das Realgymnasium. Er studierte drei Jahre an der Königlichen Bauakademie in Berlin. Am 10. Dezember 1877 wurde er zum Regierungsbauführer ernannt. In Gumbinnen setzte er seine Ausbildung fort. Er studierte die Wasserbauten in Ostpreußen. 1883 folgte seine Ernennung zum Regierungsbaumeister bei der Stadt-Bauinspektion Berlin. Grantz führte Meliorationsprojekte durch und übernahm 1889 als Meliorations-Bauinspektor die Verwaltung für die Provinz Westfalen.
Grantz war vom 1. April 1901 bis zu seiner Emeritierung am 1. Oktober 1922 ordentlicher Professor auf dem neu eingerichteten Lehrstuhl Wasserbau und vertrat das Lehrgebiet Wasserbau und Wasserwirtschaft in der Abteilung II für Bau-Ingenieurwesen (ab 1922 Fak. II für Bauwesen, Fachabteilung für Bau-Ingenieurwesen) der Königlich Technischen Hochschule zu Berlin (ab  1919 Technische Hochschule zu Berlin). Als Vorsteher/Dekan seiner Abteilung II wirkte Grantz im Studienjahr 1914/1915. Von 1906 bis 1907 war er Rektor der Königlich Technischen Hochschule zu Berlin. Im Jahr 1923 wurde er zum Ehrenbürger der Technischen Hochschule zu Berlin ernannt. Auch nach seiner Emeritierung vertrat Professor Grantz sein Lehrgebiet bis zum Wintersemester 1925/1926. Nachfolger ab dem Jahr 1923 auf seinem Lehrstuhl war Adolf Ludin, der bis ins Jahr 1968 wirkte.
Während seines Studiums wurde er Mitglied im Akademischen Verein Motiv. Sein Sohn Max Grantz war Architekt und Graphiker.